# Batalla de Bardia
La batalla de Bardia se libró entre el 3 y el 5 de enero de 1941 como parte de la Operación Compass, siendo la primera gran operación militar en el desierto de la Segunda Guerra Mundial.
Fue la primera batalla de la guerra que contó con la participación de soldados australianos dirigidos por general de la misma nacionalidad.

## Desarrollo de las operaciones
La acción comenzó el 3 de enero cuando la 6.ª división australiana comandada por Iven Mackay asaltó una fortaleza en la ciudad de Bardia, fuertemente defendida por soldados italianos. El asalto fue asistido por apoyo aéreo y naval y al amparo de un fuerte ataque de artillería. La 16.ª Brigada de Infantería atacó al amanecer desde el oeste, donde se suponía que las defensas del Eje eran más débiles. Zapadores lograron abrir brecha destruyendo las paredes y zanjas antitanque y rompiendo el alambre de púas con torpedos Bangalore, picos y palas. Esto permitió a las unidades del 7.ª Real Regimiento de tanques entrar en la fortaleza y capturar todos sus objetivos, incluyendo 8.000 prisioneros italianos.
En la segunda fase de la operación, la 17.ª Brigada de Infantería, después de haber abierto brecha presionó hacia el sur hasta una segunda línea de defensa conocida como Línea Switch. En el segundo día de operaciones, el municipio de Bardia fue capturado. Al tercer día la 19.ª Brigada de Infantería llegó al sur de Bardia apoyados por artillería y seis tanques Matilda II. Esto permitió al resto de unidades aliadas avanzar por los distintos flancos; las guarniciones italianas del norte se entregaron a la 16.ª Brigada de Infantería y el Grupo de Apoyo de la 7.ª División Blindada británica. En total, más de 36.000 soldados italianos fueron capturados.

## Consecuencias
La victoria permitió a las fuerzas aliadas continuar su avance en Libia y capturar casi toda la Cirenaica. Esto llevaría a la intervención alemana en el norte de África, con Rommel al frente, provocando un cambio en el transcurso de la guerra en África. La victoria subió significativamente la moral aliada, pues era una de sus primeras victorias en la guerra lo que les llevó a pensar que no todo estaba perdido y que la victoria en última instancia era posible; en ese momento Estados Unidos aprobó la Ley de Préstamo y Arriendo.